# Moritz Leitner
Moritz Leitner (ur. 8 grudnia 1992 w Monachium) – niemiecki piłkarz austriackiego pochodzenia występujący na pozycji pomocnika. Były młodzieżowy reprezentant Austrii oraz Niemiec.

## Kariera
Leitner rozegrał jedno spotkanie w reprezentacji Austrii do lat 17, gdyż jego matka jest Austriaczką. W 2010 roku podjął decyzję, że będzie występował w kadrze Niemiec, dzięki czemu zadebiutował w zespole U-19. Wraz z nim uczestniczył w eliminacjach do mistrzostw Europy w Estonii (2012), w których w sześciu meczach strzelił siedem goli, w tym trzy w wygranym 5:0 spotkaniu z Macedonią. W 2011 roku po raz pierwszy wystąpił w reprezentacji do lat 21. 9 czerwca 2013 roku został wypożyczony na dwa sezony do VfB Stuttgart, jednocześnie przedłużając kontrakt z Borussią Dortmund do 2017 roku. 12 sierpnia 2016 roku podpisał kontrakt z włoskim S.S. Lazio.

## Sukcesy
Borussia Dortmund
- Mistrzostwo Niemiec: 2011/12
- Puchar Niemiec: 2011/12